# Вардун
Варду́н (болг. Вардун) — село в Тирговиштській області Болгарії. Входить до складу общини Тирговиште.

## Населення
За даними перепису населення 2011 року у селі проживали 890 осіб.
Національний склад населення села:
| Національність   | Кількість осіб | Відсоток |
| ---------------- | -------------- | -------- |
| цигани           | 572            | 85,8%    |
| болгари          | 83             | 12,4%    |
| турки            | 9              | 1,3%     |
| інша             | 0              | 0%       |
| не визначились   | 3              | 0,4%     |
| Всього відповіли | 667            |          |

Розподіл населення за віком у 2011 році:
Динаміка населення: